# サザンクロス大学
サザンクロス大学（サザンクロスだいがく、英語: Southern Cross University、略称: SCU、南十字星大学）は、オーストラリア、ニューサウスウェールズ州最北部沿岸の街リズモーにあり、12,000人の学生を擁する公立大学である。
30カ国以上の学生が国内プログラム（約400名）、海外プログラム（1280名）で学んでいる。
顕著な学部は観光学、法学、森林維持学、自然療法学、代替医療学などがある。

## 略史
1959年から計画され、1970年2月23日月曜日に、リズモー教員学校 (Lismore Teachers College)として151名の教授法を学ぶ学生とともに開設された。
1994年1月1日に Southern Cross University として設立され、2004年に10周年を迎えた。

## キャンパス
リズモー
リズモーのメインキャンパスは60haの敷地を持つ。CBDから3kmに位置する。美しい自然と、モダンな建物の環境で、自由な風土がある。

コフスハーバー
コフスハーバーには6つの学部があり、商学、人文・社会科学・看護、教育、マルチメディア＆情報技術、観光＆ホスピタリティー・マネージメントを学ぶことができる。

ゴールドコースト
最新のキャンパス、2002年4月16日開設、ビジネス学士コース、ビジネス・アドミニストレーション博士課程

Learning Access Centres
複数の 実地学習センターがある。
観光学の学生は、シドニーのホテルで実地学習し、海洋科学の学生はコフスハーバーの海洋科学センターを利用する。

## 学術組織
3学部：
- Division of Arts
  - School of Arts
  - School of Education
  - School of Law and Justice
  - School of Multimedia and Information Technology
  - School of Psychology
- Division of Business
  - School of Commerce and Management
  - School of Social Science
  - School of Tourism and Hospitality Management
  - Graduate College of Management
- Division of Health and Applied Sciences
  - School of Environmental Science and Management
  - School of Exercise Science and Sport Management
  - School of Natural and Complementary Medicine
  - School of Nursing and Health Care Practices
  - College of Indigenous Australian Peoples